# Torhelm (Zillertaler Alpen)
Der Torhelm ist ein 2452 m ü. A. hoher Berg zwischen Zillergrund, Gerlostal und dessen Seitental Schwarzachgrund in den Zillertaler Alpen (Tirol, Österreich).
Der Torhelm liegt in direkter Nachbarschaft zum 2700 Meter hohen Brandberger Kolm und ist mit diesem durch das Brandberger Joch auf 2307 m Höhe verbunden.
Der Hauptzustieg zum Torhelm erfolgt vom Kolmhaus in etwa 1¾ Stunden, sodass der Gipfel in knapp 4 Stunden von Brandberg aus zu erreichen ist. Von der Bergstation der Gerlossteinbahn ist der Torhelm in etwa 3 Stunden zu erreichen. Wanderwege führen auch vom Gasthof Kühle Rast im Gerlostal und von der Unteren Schwarzachalm im Schwarzachtal hinauf.

## Belege
1. ↑  Karte mit Torhelm des BEV-Bundesamtes für Eich- und Vermessungswesen in Wien (PDF; 98 kB)